# Марьевка (Ленинский район)
Ма́рьевка (укр. Мар'ївка, крымскотат. Maryevka, Марьевка) — село в Ленинском районе Республики Крым, центр Марьевского сельского поселения (согласно административно-территориальному делению Украины — Марьевского сельсовета Автономной Республики Крым).

## Население
| 2001 | 2014 |
| ---- | ---- |
| 681  | ↘591 |

Всеукраинская перепись 2001 года показала следующее распределение по носителям языка
| Язык             | Процент |
| ---------------- | ------- |
| русский          | 72.54   |
| украинский       | 10.43   |
| крымскотатарский | 6.9     |
| другие           | 0.88    |

### Динамика численности
| - 1889 год — 169 чел. - 1892 год — 40 чел. - 1902 год — 189 чел. - 1915 год — 278/52 чел. - 1926 год — 363 чел. - 1941 год — 354 чел. | - 1974 год — 693 чел. - 1989 год — 951 чел. - 2001 год — 681 чел. - 2009 год — 840 чел. - 2014 год — 591 чел. |

## Современное состояние
На 2017 год в Марьевке числится 15 улиц; на 2009 год, по данным сельсовета, село занимало площадь 67,4 гектара на которой, в 292 дворах, проживало 840 человек. В селе действуют средняя общеобразовательная школа с дошкольным подразделением, библиотека-филиал № 24. Марьевка связана автобусным сообщением с Керчью и соседними населёнными пунктами. В селе в 1983 году установлен памятный знак в честь воинов-односельчан, погибших в годы Великой Отечественной войны. На памятнике перечислены фамилии участников войны всех населённых пунктов Марьевского сельского поселения. Постановлением Совета министров Республики Крым № 627 от 20 декабря 2016 года отнесённый к категории объектов культурного наследия России регионального значения.

## География
Марьевка расположена в юго-восточной части района и Керченского полуострова, у истоков Джилкеджелинской балки (левый приток балки Шаклар), высота центра села над уровнем моря 70 м. Районный центр Ленино примерно в 57 километрах (по шоссе), ближайшая железнодорожная станция — Керчь — около 37 километров. Транспортное сообщение осуществляется по региональным автодорогам 35Н-321 от шоссе граница с Украиной — Джанкой — Феодосия — Керчь до Заветного и 35Н-327 Челядиново — Огоньки — Марьевка (по украинской классификации — С-0-10814 и С-0-10820).

## История
Впервые в доступных источниках селение встречается на трёхверстовой карте Шуберта 1865 года, на которой в деревне Марьевка (в Сарайминской волости Феодосийского уезда) обозначено 10 дворов (в «Списке населённых мест Таврической губернии по сведениям 1864 года» её ещё нет. Также 10 дворов обозначено на карте с корректурой 1876 года. По «Памятной книге Таврической губернии 1889 года», по результатам Х ревизии 1887 года, в деревне Марьевка числилось 27 дворов и 169 жителей. По «…Памятной книжке Таврической губернии на 1892 год» в Марьевке, входившей в Сарайминское сельское общество, числилось 32 жителя в 3 домохозяйствах, а в безземельной Марьевке, не входившей в сельское общество — 18 жителей, домохозяйств не имеющих. На верстовой карте Крыма 1896 года в селении обозначено 25 дворов с русским населением. По «…Памятной книжке Таврической губернии на 1902 год» в деревне Марьевка, входившей в Сарайминское сельское общество, числилось 189 жителей в 29 домохозяйствах. По Статистическому справочнику Таврической губернии. Ч.II-я. Статистический очерк, выпуск пятый Феодосийский уезд, 1915 год, в деревне Марьевка Сарайминской волости Феодосийского уезда числилось 53 двора (48 дворов с землёй, 5 — безземельные) с русским населением в количестве 278 человек приписных жителей и 52 «посторонних, из которых 160 мужчин и 170 женщин. Жители владели 188 десятинами удобной земли. В хозяйствах имелось 100 лошадей, 2 вола, 50 коров и 10 голов овец, свиней, или коз».
После установления в Крыму Советской власти, по постановлению Крымревкома, 25 декабря 1920 года из Феодосийского уезда был выделен Керченский (степной) уезд, а, постановлением ревкома № 206 «Об изменении административных границ» от 8 января 1921 года была упразднена волостная система и в составе Керченского уезда был создан Керченский район в который вошло село (в 1922 году уезды получили название округов. 11 октября 1923 года, согласно постановлению ВЦИК, в административное деление Крымской АССР были внесены изменения, в результате которых округа были отменены и основной административной единицей стал Керченский район в который вошло село, в который включили село. Согласно Списку населённых пунктов Крымской АССР по Всесоюзной переписи 17 декабря 1926 года, в селе Марьевка, центре Марьевского сельсовета Керченского района, числился 87 дворов, все крестьянские, население составляло 363 человека (179 мужчин и 184 женщины). В национальном отношении учтено 171 русских, 187 украинцев, 4 болгар, 1 записан в графе «прочие» действовала русская школа. Постановлением ВЦИК «О реорганизации сети районов Крымской АССР» от 30 октября 1930 года (по другим сведениям 15 сентября 1931 года) Керченский район упразднили и село включили в состав Ленинского, а, с образованием в 1935 году Маяк-Салынского района (переименованного 14 декабря 1944 года в Приморский) — в состав нового района. На подробной карте РККА Керченского полуострова 1941 года в Марьевке обозначено 98 дворов.
После освобождения Крыма от фашистов, 12 августа 1944 года было принято постановление № ГОКО-6372с «О переселении колхозников в районы Крыма» и в сентябре того же года в район приехали первые новоселы 204 семьи из Тамбовской области, а в начале 1950-х годов последовала вторая волна переселенцев из различных областей Украины. С 25 июня 1946 года Марьевка в составе Крымской области РСФСР, а 26 апреля 1954 года Крымская область была передана из состава РСФСР в состав УССР. Указом Президиума Верховного Совета УССР «Об укрупнении сельских районов Крымской области», от 30 декабря 1962 года Приморский район был упразднён и вновь село присоединили к Ленинскому. На 15 июня 1960 года Марьевка ещё была центром сельсовета, на 1968 год уже входила в Заветненский, к 1974 году Марьевский сельский совет был восстановлен. По данным переписи 1989 года в селе проживал 951 человек. С 12 февраля 1991 года село в восстановленной Крымской АССР, 26 февраля 1992 года переименованной в Автономную Республику Крым. С 21 марта 2014 года в составе Крыма аннексирована Россией.